# Abutilon pseudocleistogamum
Abutilon pseudocleistogamum är en malvaväxtart som beskrevs av Bénédict Pierre Georges Hochreutiner. Abutilon pseudocleistogamum ingår i släktet klockmalvor, och familjen malvaväxter. Inga underarter finns listade i Catalogue of Life.